# آلان کاروالیو
آلان دوگلاس بورژس د کاروالیو (پرتغالی: Alan Douglas Borges de Carvalho؛ زادهٔ ۱۰ ژوئیهٔ ۱۹۸۹) که با نام آلان شناخته می‌شود، بازیکن فوتبال اهل برزیل است.
از باشگاه‌هایی که در آن بازی کرده‌است می‌توان به فلومیننزه، ردبول زالتسبورگ، گوانگ‌ژو اورگراند، تیانجین تیانهای و بیجینگ گوان اشاره کرد.